# Opel 1,2 L
L'Opel 1,2 L est un modèle de voiture d'Adam Opel AG produit de juillet 1931 à septembre 1935 pour succéder à l'Opel 4/12 PS (« Rainette »). Alors que les voitures Opel précédentes avaient la puissance fiscale indiquée dans le nom du modèle, après le rachat d'Opel par General Motors (GM), les nouveaux véhicules développés aux États-Unis en collaboration avec GM avaient uniquement la cylindrée de leur moteur dans le nom.
À Rüsselsheim am Main, 101 563 véhicules Opel 1,2 L ont été construits jusqu'à l'apparition de la successeur, l'Opel P4, en septembre 1935. Sous l'influence de la Grande Dépression, l'Opel 1 L est arrivée sur le marché en novembre 1932 avec la même carrosserie et un moteur plus petit, mais elle a disparu de la gamme Opel au bout d'un peu moins d'un an.

## Historique et technologie
Six mois après la présentation du plus grand modèle Opel 1,8 L à moteurs six cylindres, le modèle 1,2 L à moteurs quatre cylindres a été introduit mi-1931 en tant que deuxième nouveau modèle d'Opel sous la direction de General Motors. La technologie des deux véhicules était conventionnelle : propulsion, moteur avec cylindres en ligne à soupapes latérales, carrosserie sur châssis fabriqué à partir de profilés en U pressés, pont rigide à l'avant et à l'arrière et frein à tambour actionné par câble. Les deux essieux rigides reposaient sur des ressorts à lames semi-elliptiques et étaient équipés d'amortisseurs hydrauliques. Ces derniers étaient nouveaux dans cette catégorie chez Opel.
En 1932, Steyr-Werke conclut un accord de licence avec Opel pour construire la Steyr-Opel 4,5/22 PS à Steyr; mais seulement 496 véhicules furent fabriqués. En raison de la lenteur des ventes, la licence a été annulée au bout de six mois.

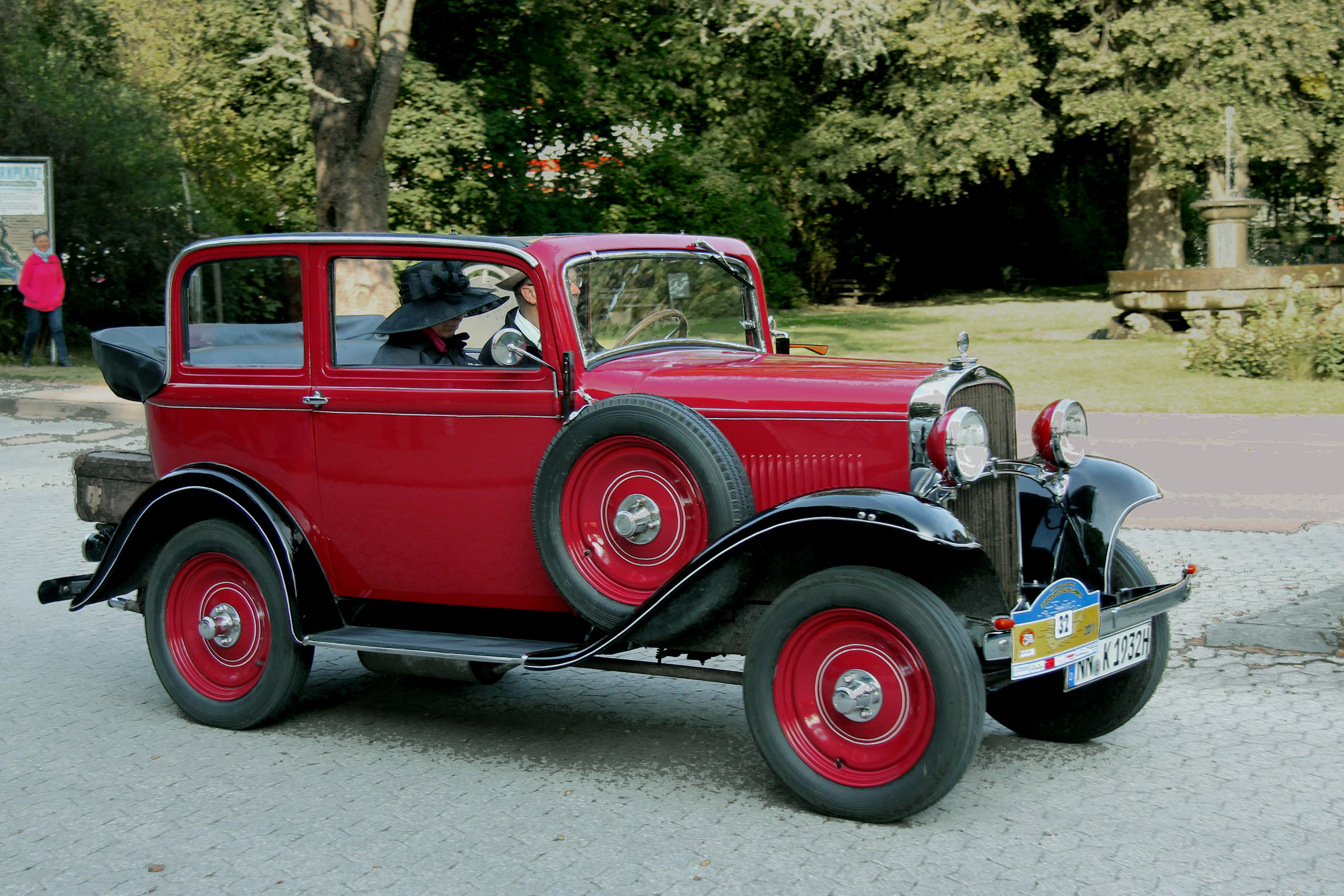
Opel 1,2 L berline décapotable de 1932.
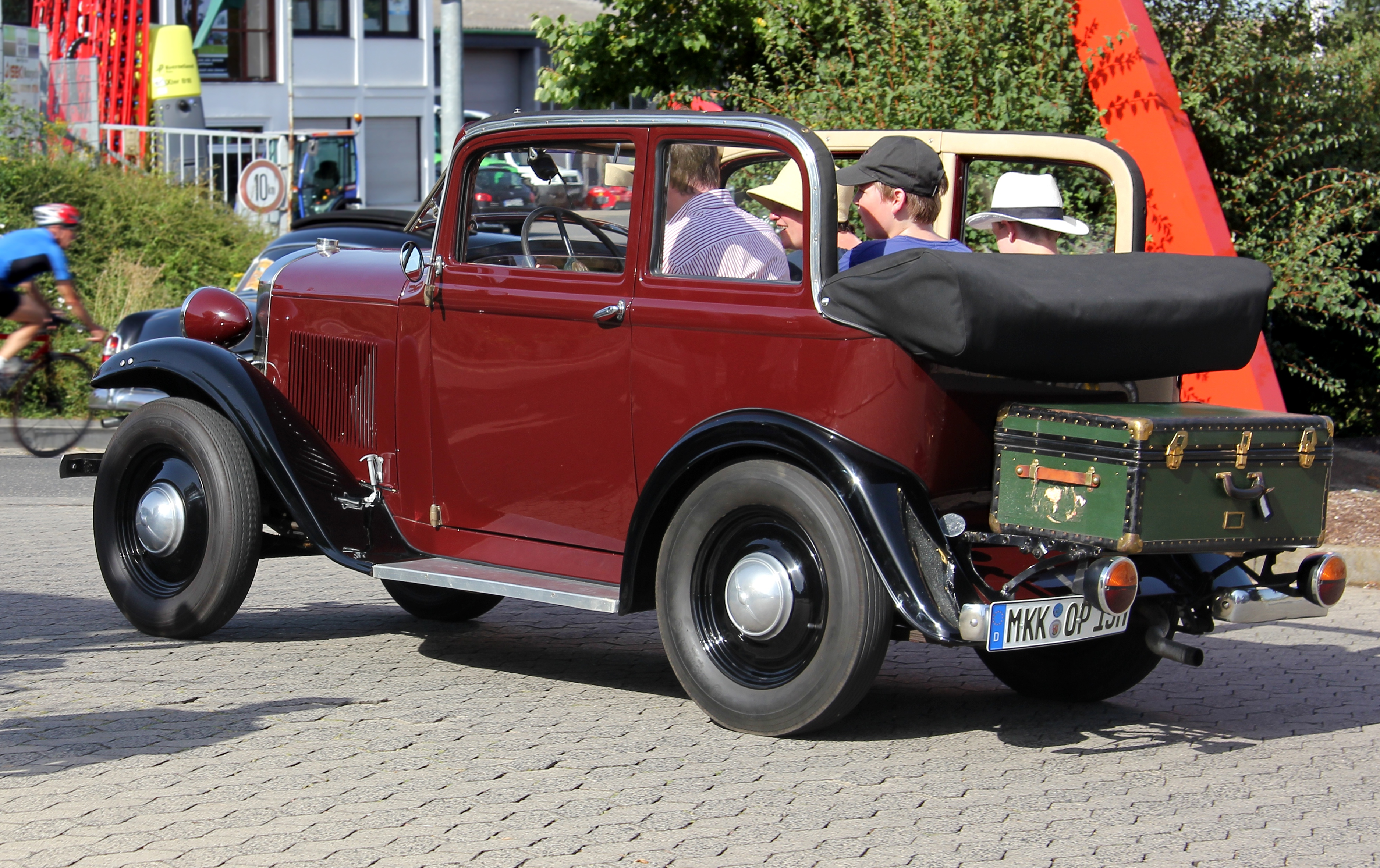
Arrière avec valise.

### Châssis et carrosserie
L'Opel 1,2 L était disponible avec trois modèles de carrosserie différents, en tant que berline deux portes, cabriolet et berline décapotable, et avec deux versions de châssis disponibles, l'un avec un empattement de 2 286 mm (90 pouces) et l'autre avec un empattement de 2 337 mm (92 pouces). Les numéros de type internes d'Opel étaient donc : 1290 et 1292, c'est-à-dire moteur de 1,2 litre et empattement de 90 ou 92 pouces. Il y avait aussi le châssis LL (fourgon de livraison à châssis long (Langchassis-Lieferwagen en Allemand)) avec un empattement de 2 445 mm (96 pouces).

### Moteur et transmission
Le moteur quatre cylindres était une évolution du moteur de 1,1 litre du modèle précédent, la «Rainette» (Opel 4/12 PS), et il avait une cylindrée de 1 186 cm³ au lieu de 1 018 cm³ (alésage × course : 65 mm × 90 mm). Comme auparavant, il était «à commande latérale» (moteur à soupapes latérales) et il était alimenté par un seul carburateur. Avec une puissance de 22 ch (16,2 kW) à 3 200 tr/min, il était capable de faire accéléré la voiture jusqu'à 80 km/h, tout en ne consommant que 9,0 litres de carburant aux 100 km – une valeur faible pour l'époque.
En 1933, le modèle reçut quelques améliorations détaillées. La puissance du moteur était légèrement supérieure, passant à 23 ch (16,9 kW). La boîte de vitesses à trois vitesses a été remplacée par une boîte à quatre vitesses. La vitesse de pointe est passée à 85 km/h. Fin 1932, la 1,2 L fut remplacée par le plus petit modèle 1 L doté d'un moteur de 18 ch, mais celui-ci fut abandonné fin 1933 et la 1,2 L revint à nouveau.
La puissance était transféré aux roues arrière via un embrayage à sec monodisque, une transmission manuelle à trois vitesses synchronisée, un arbre de transmission et un différentiel.

### Opel 1,3 L
En janvier 1934, l'Opel 1,3 L apparaît avec un nouveau cadre plus résistant à la torsion et plus solide, constitué de profilés en caisson fermé avec une traverse, une carrosserie plus profilée avec un coffre accessible depuis l'extérieur et des freins à commande hydraulique. L'essieu avant rigide utilisé jusqu’alors a cédé la place à une «suspension Dubonnet» indépendante : dans cette conception, un boîtier avec un ressort hélicoïdal et un amortisseur rotatif était monté autour d'un «pivot» fixé au châssis. Le boîtier pivotait lors de la direction et portait un bras oscillant poussé (similaire à celui des motos), qui agissait sur le ressort lors de la compression.
Selon Opel, les fréquences propres de cette suspension avant indépendante et de l'essieu arrière guidé par des ressorts à lames étaient les mêmes, c'est pourquoi la publicité parlait de «suspension synchrone».
La 1,2 L resta en production jusqu'à l'automne 1935 et fut remplacée par l'Opel P4.